# Harpella leptosa
Harpella leptosa är en svampart som beskrevs av Lichtw. & S.T. Moss 1980. Harpella leptosa ingår i släktet Harpella och familjen Harpellaceae.   Inga underarter finns listade i Catalogue of Life.